# Dover, Oklahoma
Dover är en kommun (town) i Kingfisher County i Oklahoma. Orten har fått namn efter Dover i England. Vid 2010 års folkräkning hade Dover 464 invånare.